# 霍洛祖賓齊
48°50′5″N 26°54′26″E / 48.83472°N 26.90722°E
霍洛祖賓齊（羅馬化：Holozubyntsi）是位於烏克蘭西部赫梅利尼茨基州卡緬涅茨-波多利斯基區的杜納伊夫齊市鎮的村莊，面積2.85平方公里，海拔高度282米，2001年人口1,066，人口密度每平方公里374.4人。